# Šigeru Jošida
Šigeru Jošida (japonsky 吉田 茂, Jošida Šigeru; 22. září 1878 Jokosuka – 20. října 1967 Tokio) byl předseda několika japonských vlád v letech po druhé světové válce, kdy bylo Japonsko pod správou okupačních jednotek Spojených států.
Šigeru Jošida se narodil 22. září 1878 v Jokosuce nedaleko Tokia. Několik dní po narození byl adoptován rodinou bohatého obchodníka z Jokohamy. Po studiích konfuciánské školy, elitního aristokratického učiliště a právnické fakulty Tokijské univerzity byl zaměstnán na ministerstvu zahraničí.
Jeho zahraniční orientace byla na Velkou Británii a USA, ne na Německo, na které se v té době orientovala japonská politika. V roce 1932 odmítl místo na velvyslanectví v USA jako protest proti obsazení Mandžuska Japonskem. V roce 1936 se stal velvyslancem ve Velké Británii, ale již v roce 1939 odešel do důchodu.
Ke konci 2. světové války byl členem konzervativní skupiny vedené bývalým premiérem Fumimarem Konoem a požadující jednání o míru. Byl zatčen a strávil dva měsíce ve vězení.

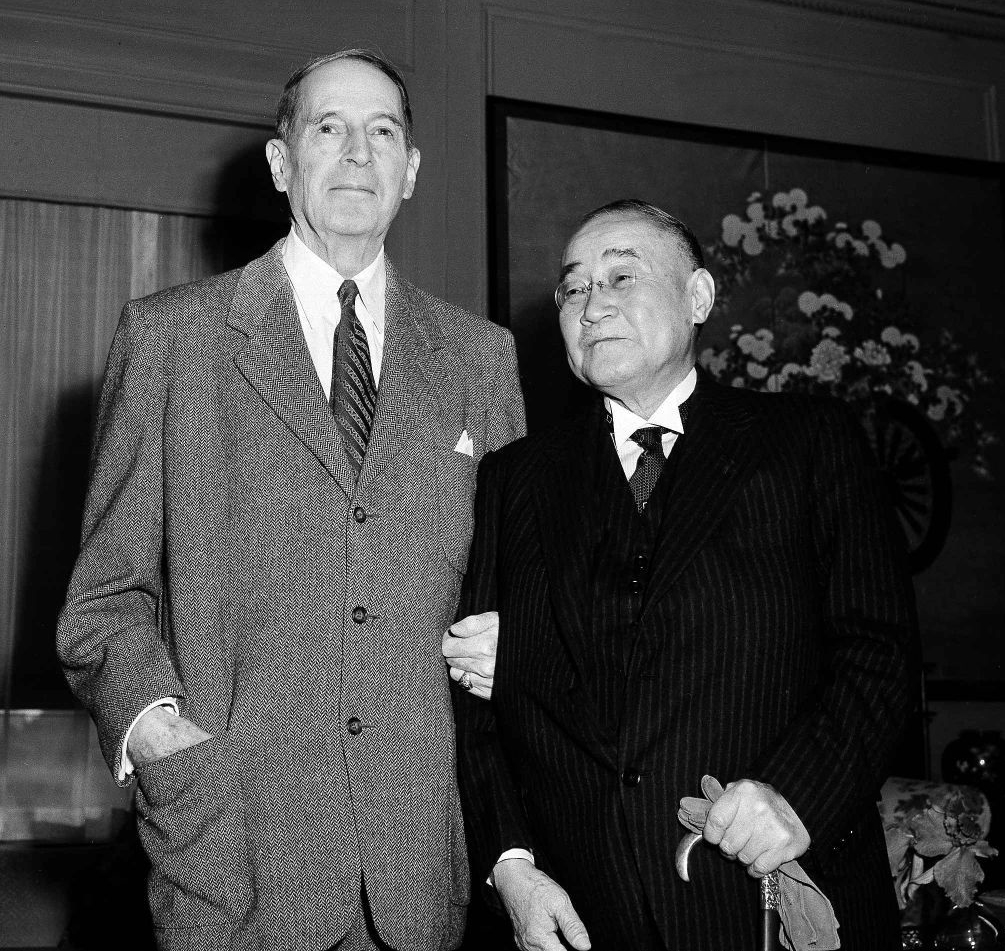
Šigeru Jošida na návštěvě u generála MacArthura v jeho rezidenci v New Yorku

Od 17. srpna 1945 do 5. října 1945 a od 9. října 1945 do 22. dubna 1946 byl ministrem zahraničí a poté v dubnu 1946 se stal předsedou Liberální strany a od 22. května 1946 do 20. května 1947 premiérem japonské vlády. V té době bylo Japonsko po správou okupační správy vedené generálem MacArthurem.
V roce 1947 došlo po volbách ke spojení Demokratické strany a Japonské socialistické strany a tato koalice se dostala do vlády. Jejich spolupráce však nefungovala a proto se v roce 1948 dostala k moci zpět Liberální strana a Šigeru Jošida byl od 15. října 1948 do 7. prosince 1954 bez přerušení předsedou čtyř japonských vlád. Jeho vlády podporovaly reformy hospodářství navržené okupační správou a po odstoupení Šigeru Jošidy v roce 1954 z místa předsedy vlády bylo Japonsko natolik znovuobnovené, že jeho růst pokračoval až do roku 1972.
Jošida se však odmítal zapojit do závodů ve zbrojení, které v té době začínalo mezi Sovětským svazem a USA. Otázku bezpečnosti Japonska vyřešil podpisem bezpečnostní smlouvy s USA 28. dubna 1951, kdy Japonsko získalo opět nezávislost. V ní bylo umožněno Spojeným státům vytvořit v Japonsku vojenské základny.
V roce 1984 byl v průzkumu veřejného mínění označen za nejvýznamnějšího Japonce 20. století.